# Ратає-Карські
Ратає-Карські (пол. Rataje Karskie) — село в Польщі, у гміні Пацанув Буського повіту Свентокшиського воєводства.
Населення — 194 особи (2011).
У 1975-1998 роках село належало до Келецького воєводства.

## Демографія
Демографічна структура на день 31 березня 2011 року:
|          | Загалом | Допрацездатний вік | Працездатний вік | Постпрацездатний вік |
| -------- | ------- | ------------------ | ---------------- | -------------------- |
| Чоловіки | 96      | 25                 | 59               | 12                   |
| Жінки    | 98      | 18                 | 49               | 31                   |
| Разом    | 194     | 43                 | 108              | 43                   |